# Impatiens sylvicola
Impatiens sylvicola là một loài thực vật có hoa trong họ Bóng nước. Loài này được Burtt Davy & Greenway mô tả khoa học đầu tiên năm 1926.